# Psilocybe azurescens
La Psilocybe azurescens, Stamets & Gartz (1995), è un fungo basidiomycota saprofita appartenente alla famiglia Strophariaceae. Nota per le sue proprietà psicoattive, la carne accumula alcaloidi, più precisamente triptammine, tra cui psilocibina e in percentuali minori psilocina e baeocistina, risultando tra i più potenti funghi allucinogeni del genere Psilocybe.
Endemica dell'America del Nord, cresce spontaneamente in alcune limitate aree della West Coast continentale, su dune erbose in prossimità delle coste, venendo tuttavia coltivata in Germania, Nuova Zelanda e Stati Uniti d'America (California, Nuovo Messico, Ohio, Oregon, Vermont, Wisconsin e Pennsylvania.).

## Commestibilità
Edibile ma fortemente psichedelico. In particolar modo contiene psilocibina e psilocina (probabile causa della colorazione blu), due potenti alcaloidi.
La colorazione blu (detta bluificazione) avviene dopo l'estirpazione per reazione chimica interna a seguito del contatto con le mani di chi raccoglie il fungo.

## Divieto di coltivazione, vendita e consumo
- Italia: la normativa vigente vieta la coltivazione, la vendita e la raccolta di specie appartenenti ai generi Psilocybe e Stropharia, equiparando il loro uso a quello di una qualsiasi droga (es. cannabis o LSD), con quello che ne consegue a livello penale. Non sono vietati invece il possesso e la vendita di spore, ad uso di ricerca o per collezionismo privato.